# Kim Hyun-kon
Kim Hyun-kon (kor. 김현곤; ur. 22 października 1985) – południowokoreański łyżwiarz szybki, specjalizujący się w short tracku, mistrz świata.

## Osiągnięcia
| Rok  | Zawody                       | Miasto           | Miejsce | Konkurencja | Wynik    | Źródło |
| ---- | ---------------------------- | ---------------- | ------- | ----------- | -------- | ------ |
| 2003 | Mistrzostwa świata juniorów  | Budapeszt        | 2.      | wielobój    | 68       | [ 1 ]  |
| 2003 | Mistrzostwa świata juniorów  | Budapeszt        | 1.      | sztafeta    | 2:49,071 | [ 2 ]  |
| 2004 | Mistrzostwa świata           | Göteborg         | 1.      | sztafeta    | 6:48,133 | [ 3 ]  |
| 2004 | Drużynowe mistrzostwa świata | Sankt Petersburg | 1.      | N/A         | 50       | [ 4 ]  |
| 2005 | Mistrzostwa świata juniorów  | Belgrad          | 2.      | wielobój    | 68       | [ 5 ]  |
| 2005 | Mistrzostwa świata juniorów  | Belgrad          | 1.      | sztafeta    | 2:50,110 | [ 6 ]  |
| 2007 | Mistrzostwa świata           | Mediolan         | 1.      | sztafeta    | 6:55,399 | [ 7 ]  |
| 2007 | Drużynowe mistrzostwa świata | Budapeszt        | 2.      | N/A         | 33       | [ 8 ]  |